# 2012年夏季奧林匹克運動會田徑男子1500公尺比賽
2012年夏季奥林匹克运动会田徑比赛的男子1500公尺项目于2012年8月3日至8月7日在英國倫敦奧林匹克體育場举行。該項目共有來自29個國家和地區的44名運動員參加。

## 纪录
本次比赛之前，现有的世界和奥运会纪录如下：
| 世界紀錄   | 希查姆·艾爾·奎羅伊 （摩洛哥） | 3分26秒   | 意大利，羅馬 | 1998年7月14日 |
| 奧運會紀錄 | Noah Ngeny（）                | 3分32秒07 | 澳洲，悉尼   | 2000年9月29日 |